# بزها (فیلم)
«بزها» (انگلیسی: Goats (film)) فیلمی در ژانر کمدی به کارگردانی کریستوفر نیل است که در سال ۲۰۱۲ منتشر شد. از بازیگران آن می‌توان به دیوید دوکاونی، ورا فارمیگا، گراهام فیلیپس، جاستین کرک، و کری راسل اشاره کرد.